# Крейтмайр, Вигулий
Вигулий Ксаверий Алоизий Крейтмайр (нем. Wiguläus Xaverius Aloysius Kreittmayr; 14 декабря 1705, Мюнхен — 27 октября 1790, там же) — баварский юрист и государственный деятель. Барон.

## Биография
Был вице-канцлером Тайного совета и конференц-министром. Составил «Codex juris Bavarici criminalis» (Мюнх., 1751), «Codex juris Bavarici judicarii» (ib., 1753) и «Codex Maximilianeus Bavaricus civilis» (ib., 1756); написал «Grundriss der gemeinen und bayr. Privatrechtsgelehrsamkeit» (Мюнхен, 1768); «Grundriss des allgemeinen deutschen und bayr. Staatsrechts» (1770 и 1789); «Compendium codicis Bavarici civilis, judiciarii, criminalis» (1773 и 1776). Биография его написана Кальбом (1825).